# Hippolyte Trémouroux
Hippolyte Joseph Trémouroux (Perwez, 8 oktober 1803 - Orbais, 16 mei 1888) was een Belgisch volksvertegenwoordiger en senator.

## Levensloop
Trémouroux was een zoon van de ontvanger Isidore Trémouroux en Albertine Delloye. Hij trouwde met Marie-Catherine Pieret.
Gepromoveerd tot doctor in de rechten aan de Rijksuniversiteit Leuven, vestigde hij zich als advocaat in Nijvel. In 1832 werd hij substituut en van 1834 tot 1847 was hij procureur des Konings van Nijvel.
In 1847 werd hij verkozen tot liberaal volksvertegenwoordiger voor het arrondissement Nijvel en vervulde dit mandaat tot in 1859.
In 1876 werd hij senator voor het arrondissement Nijvel en bleef dit tot in 1878.
Van 1836 tot 1847 was hij provincieraadslid en van 1830 tot 1836 was hij gemeenteraadslid. In 1830-31 was hij schepen.